# Ostatnia przejażdżka we dwoje
Ostatnia przejażdżka we dwoje (ang. The Last Ride Together) – wiersz dziewiętnastowiecznego angielskiego poety Roberta Browninga, tworzącego w epoce wiktoriańskiej.

## Charakterystyka ogólna
Wiersz składa się z dziesięciu strof jedenastowersowych. Zalicza się on tym samym od najdłuższych stroficznych wierszy poety, który chętniej wypowiadał się w wierszu nierymowanym (blankvers).

## Forma
Utwór wykazuje bardzo kunsztowną budowę wersyfikacyjną. Został on napisany przy użyciu skomplikowanej strofy rymowanej aabbcddeeec. W roli tworzywa występuje jambiczny czterostopowiec.
I said — Then, dearest, since ’tis so,
Since now at length my fate I know,
Since nothing all my love avails,
Since all, my life seem’d meant for, fails,
Since this was written and needs must be —
My whole heart rises up to bless
Your name in pride and thankfulness!
Take back the hope you gave, — I claim
Only a memory of the same,
— And this beside, if you will not blame;
Your leave for one more last ride with me.

## Treść
Wiersz zalicza się do liryki miłosnej. Utwór opisuje ostatnią wspólną przejażdżkę dwojga kochanków. Odrzucony mężczyzna proponuje swojej wybrance jeszcze jedną pożegnalną konną wycieczkę. Podróż ta stanowi ukoronowanie ich związku, a zarazem jest okazją do snucia dygresji o sztuce i muzyce. Tematem wiersza jest nietrwałość ludzkich relacji i ulotność ludzkich nadziei. Kluczowe jest tu sformułowanie Past hopes already lay behind. Browning podkreśla niemożność wprowadzenia w życie wszystkich marzeń i planów.
What hand and brain went ever pair’d?
What heart alike conceived and dared?
What act proved all its thought had been?
What will but felt the fleshly screen?
Przewrotnie Ostatnia przejażdżka we dwoje mówi najwięcej o miłości między dwojgiem ludzi, opisując ich rozstanie. Równocześnie poeta zadaje pytanie o możliwość przedstawienia życiowej prawdy w sztuce.

## Przekład
Omawiany wiersz Browninga przełożył na język polski Zenon Przesmycki-Miriam, z niezwykłą pieczołowitością odwzorowując we wszystkich niuansach metrum oryginału. Polski poeta zachował schemat rymowy strofy oryginału, konsekwentnie stosując wyłącznie rymy męskie, rzadkie w poezji polskiej, choć chętnie stosowane przez twórców młodopolskich, co samo w sobie jest kwestia mocno dyskusyjną.
Dłoń z mózgiem w parze – widziałż czas?
Któż z nas miał myśl i śmiałość wraz?
Kiedyż pełń ducha wcielił czyn?
Byłż kto, co nie czuł ciała win? –
Jedziem – i widzę jak pierś jej drga.
Moc wieńców świat ma – jeno dąż!
Pięć słów i w każdem stanu mąż!
Sztandar utkwiony w kości stos,
Żołnierski czyn! Cóż zań da los?
Że go wymieni Opactwa cios?
Darujcie! lepsza przejażdżka ma.